# Werner Lampe
Werner Lampe (* 30. November 1952 in Hannover) ist ein ehemaliger deutscher Schwimmer, der für die Bundesrepublik Deutschland als Kraul-, Delphin- und Rückenspezialist startete. Er gewann Medaillen bei Olympischen Spielen und wurde mit der Staffel Welt- und Europameister. Werner Lampe schwamm bei den Olympischen Spielen in München als erster Schwimmer der Welt mit einer Glatze, um noch einige Hundertstelsekunden schneller sein zu können. Nach seiner Schwimmkarriere wurde er Unternehmer und Franchisenehmer.

## Leben
Werner Lampe ist verheiratet und hat zwei Söhne. Er wohnt in Lehrte-Arpke bei Hannover. Er ist der jüngere Bruder des ebenfalls erfolgreichen Schmetterlingsschwimmers Hans Lampe. Sein Sohn Oliver Lampe nahm 1996 an den Olympischen Spielen in Atlanta teil.
Zwischen 1969 und 1976 nahm Werner Lampe an nationalen und internationalen Schwimmwettbewerben sowie den Olympischen Spielen teil.
Heute besitzt Lampe fünf Filialen der Franchise-Fastfoodkette McDonald’s in Celle, Lehrte bei Hannover, Peine, Gifhorn und Bergen. Parallel zu seiner unternehmerischen Tätigkeit promovierte er 2005 zum Dr. phil. und ist als Motivationstrainer tätig.

## Sportliche Erfolge
Werner Lampe gewann bei den Deutschen Schwimmmeisterschaften 1969 die Titel über 200 Meter Freistil, 400 Meter Freistil und über 1500 Meter Freistil. Diesen Dreifachsieg wiederholte er 1970, 1971 und 1973. 1975 und 1976 gewann er die 400-Meter-Strecke und die 1500-Meter-Strecke, 1972 und 1974 siegte er lediglich über 400 Meter, auf dieser Strecke gewann er acht Meistertitel in Folge.
Bei den Europameisterschaften 1970 in Barcelona gewann Lampe Silber über 1500 Meter Freistil hinter Hans Fassnacht. Mit der 4-mal-200-Meter-Freistilstaffel gewannen beide zusammen Gold.
Für diese sportlichen Erfolge wurden er und Fassnacht am 30. November 1970 mit dem Silbernen Lorbeerblatt ausgezeichnet.
Bei den Olympischen Spielen 1972 in München trat Lampe im Finale über 200 Meter Freistil mit kahlgeschorenem Kopf an, um im Wasser weniger Widerstand zu bieten, und gewann die Bronzemedaille. Lampe stand damit optisch im Gegensatz zu Mark Spitz, der in München sieben Goldmedaillen gewann, obwohl er mit Schnauzbart antrat. Lampe belegte im Finale über 400 Meter Freistil den siebten Platz. Nach einem sechsten Platz mit der 4-mal-100-Meter-Freistilstaffel gewann die 4-mal-200-Meter-Freistilstaffel in der Besetzung Klaus Steinbach, Werner Lampe, Hans-Günther Vosseler und Hans Fassnacht Silber hinter den US-Amerikanern mit Mark Spitz.
1973 fanden in Belgrad die ersten Schwimmweltmeisterschaften statt. Die deutsche 4-mal-200-Meter-Staffel gewann in der Besetzung Klaus Steinbach, Werner Lampe, Peter Nocke und Folkert Meeuw die Bronzemedaille hinter den US-Amerikanern und den Australiern. Bei den Schwimmeuropameisterschaften 1974 in Wien gewann die 4-mal-200-Meter-Staffel Gold.
Bei den Schwimmweltmeisterschaften 1975 in Cali dominierten wieder die US-Amerikaner. Ihre 4-mal-200-Meter-Staffel wurde aber disqualifiziert und die Staffel aus der Bundesrepublik gewann in der Besetzung Klaus Steinbach, Werner Lampe, Hans-Joachim Geisler und Peter Nocke Gold. 1976 bei den Olympischen Spielen in Montreal schied Lampe über 200 und über 400 Meter im Vorlauf aus. Die 4-mal-200-Meter-Staffel trat in der Reihenfolge Steinbach, Nocke, Lampe und Geisler an. Der letzte britische Schwimmer Brian Brinkley nahm Geisler über dreieinhalb Sekunden ab und sicherte den Briten mit 0,16 Sekunden Vorsprung die Bronzemedaille vor den deutschen Weltmeistern.
Werner Lampe startete bis 1972 für die Schwimm- und Sportfreunde Bonn 1905 und wurde dort von Gerhard Hetz trainiert. Dann wechselte er zum SV Würzburg 05 und trainierte unter Reiner Siewert.

## Auszeichnungen
- Silbernes Lorbeerblatt, sportliche Auszeichnung in der Bundesrepublik Deutschland.[2]
- 1988: Aufnahme in die Ehrentafel des niedersächsischen Sports des Niedersächsischen Instituts für Sportgeschichte für seine Verdienste um den Sport in Niedersachsen[3]